# Danny Ayalon
Daniel «Danny» Ayalon (en hebreo: דניאל "דני" אילון‎) (Tel Aviv, 17 de diciembre de 1955) es un diplomático y político israelí. Desempeñó como Viceministro de Relaciones Exteriores y miembro de la Knesset para Yisrael Beiteinu. Ejerció de embajador en los Estados Unidos del 2002 al 2006. Él escribe con frecuencia en los periódicos israelíes e internacionales, notablemente en Jerusalem Post y Wall Street Journal.

## Primeros años y educación
Danny Ayalon nació en Tel Aviv el 17 de diciembre de 1955, su madre fue Lily Ellon, una judía polaca quien emigró al Mandato británico de Palestina en 1937, y su padre fue Rafael Ayalon, un judío argelino que emigró antes del establecimiento de Israel en 1948. Ambos de sus padres lucharon en la Guerra de los Seis Días. Ayalon fue criado y educado en Tel Aviv y fue reclutado por las Fuerzas de Defensa de Israel donde alcanzó el grado de Capitán en el Cuerpo de Blindados de Israel. Licenciándose en economía en la Universidad de Tel Aviv y un MBA de Universidad Estatal de Bowling Green en Ohio.
Antes de su carrera en el servicio público, Ayalon fue socio de Gravitas Ltd., un grupo internacional de consultoría, expresidente de la firma de inversión privada Hod Ayalon Ltd, y un gerente de finanzas de Koor Industries.
Ayalon está casado. Su esposa, Anne, es una cristiana convertida al judaísmo, originario de Ohio, a quien conoció mientras ella estaba en un puesto de interno en Israel. La pareja tiene dos hijas, Zohar y Abigail.

## Premios y reconocimientos
En 2005 Ayalon recibió el Premio Brandeis de la Comunidad Judía de Baltimore. Él fue el beneficiario del Constructor Premio Jerusalén de 2008 Aish Hatorah.